# Domaine de Tosa

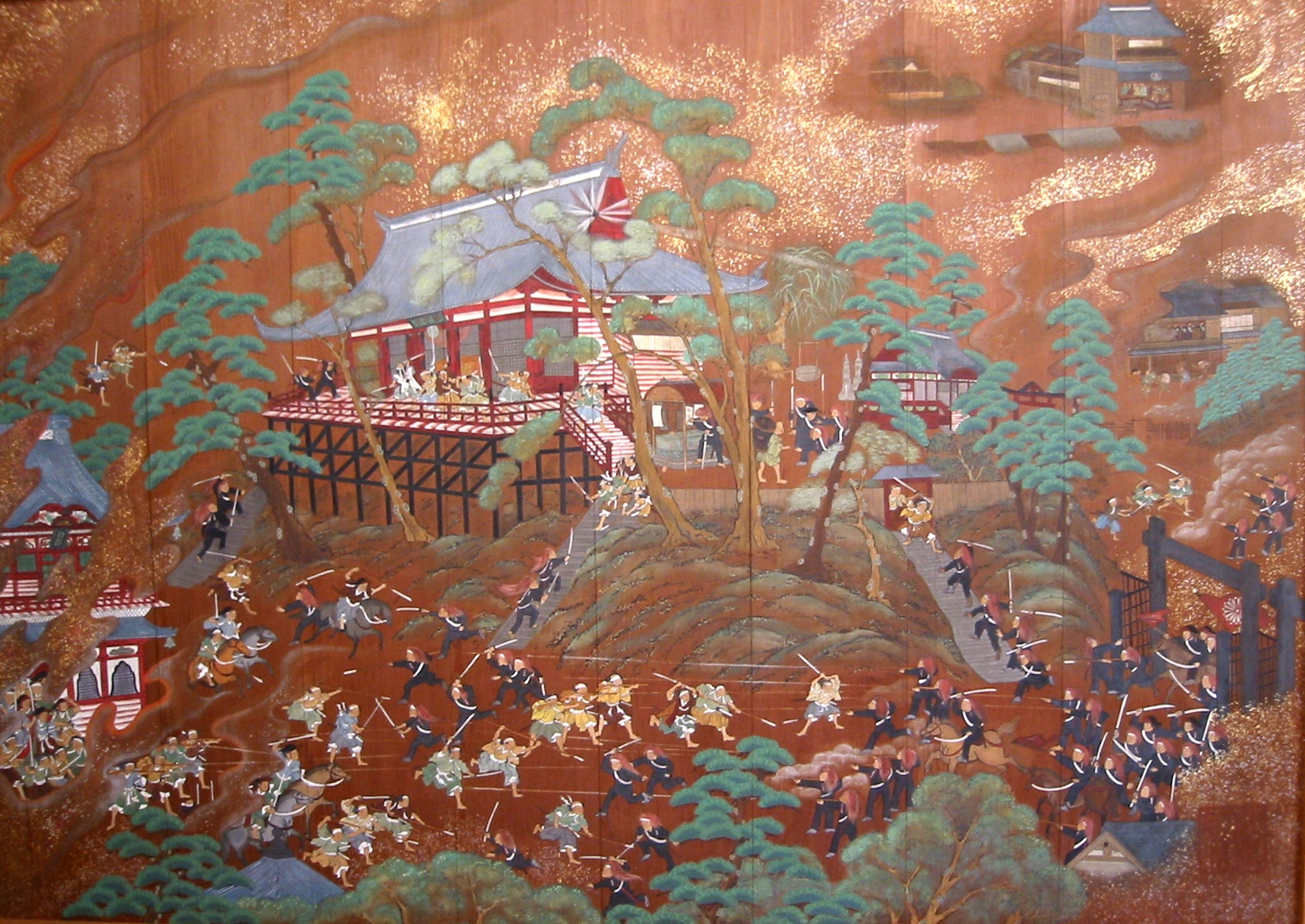
Des soldats de Tosa avec des couvre-chefs shaguma à la bataille d'Ueno, guerre de Boshin (1867-1868).

Le domaine de Tosa (土佐藩, Tosa-han) était un domaine féodal sous le shogunat Tokugawa durant l’époque d’Edo au Japon, contrôlant l’ensemble de la province de Tosa, située dans l’actuelle préfecture de Kōchi sur l’île de Shikoku. Il avait pour centre le château de Kōchi, et fut gouverné tout au long de son histoire par le clan Yamauchi, des daimyō tozama. De nombreuses personnalités issues de ce domaine ont joué un rôle important dans les événements de la fin de l’époque d’Edo, notamment Nakahama Manjirō, Sakamoto Ryōma, Yui Mitsue, Gotō Shōjirō, Itagaki Taisuke, Nakae Chōmin, et Takechi Hanpeita. Le domaine de Tosa fut renommé domaine de Kōchi (高知藩, Kōchi-han) au début de l’ère Meiji, jusqu’à sa dissolution avec l’abolition du système des han en 1871, date à laquelle il devint la préfecture de Kōchi.

## Histoire
À la fin de la période Sengoku, le clan Chōsokabe régnait sur la province de Tosa. Sous le commandement de Chōsokabe Motochika, le clan avait brièvement contrôlé l’ensemble de l’île de Shikoku à partir de 1583, jusqu’à sa défaite face à Toyotomi Hideyoshi lors de l’invasion de Shikoku en 1585. Motochika combattit aux côtés de Hideyoshi lors de la campagne de Kyushu et des invasions de la Corée. Cependant, le daimyō suivant, Chōsokabe Morichika, rejoignit l’armée de l’Ouest pro-Toyotomi lors de la bataille de Sekigahara en 1600, et fut ensuite dépouillé de son titre puis exécuté. Le shogunat Tokugawa victorieux ordonna à Yamauchi Kazutoyo, seigneur du château de Kakegawa dans la province de Tōtōmi, de prendre le contrôle de la province en tant que daimyō du nouveau domaine de Tosa, avec un kokudaka nominal de 202 600 koku.
Les anciens vassaux des Chōsokabe étaient très hostiles au nouveau régime, tandis que les paysans de Tosa craignaient une exploitation accrue sous le nouveau seigneur et beaucoup s’enfuirent vers les domaines voisins. Kazutoyo arriva avec seulement 158 cavaliers et dut demander au nouveau gouvernement Tokugawa de l’aide pour pacifier son domaine. Cette pacification fut obtenue par « ruse et violence... Deux bateaux transportant 273 têtes furent envoyés au quartier général Tokugawa pour démontrer l’efficacité de Yamauchi, et 73 dissidents furent crucifiés sur la plage ». Cependant, les récits affirmant que les Yamauchi auraient invité les principaux vassaux des Chōsokabe à un faux tournoi de sumo pour les massacrer sont aujourd’hui considérés comme des fabrications ultérieures.
Quoi qu’il en soit, la plupart des anciens vassaux des Chōsokabe, qui étaient à moitié paysans et à moitié soldats, furent autorisés à rester comme samouraïs de rang inférieur dans le nouveau régime, tandis que les vassaux du clan Yamauchi monopolisaient les postes supérieurs. Les membres les plus influents du clan Yamauchi furent placés à des postes clés dans le domaine afin de préparer d’éventuelles rébellions. Cette discrimination entre anciens et nouveaux vassaux persista jusqu’à la période Bakumatsu et devint une source croissante d’insatisfaction chez les samouraïs de rang inférieur.
Initialement, Yamauchi Kazutoyo fit du château d’Urato, ancienne forteresse des Chōsokabe, son quartier général, mais le jugea rapidement trop petit. Il fit donc construire le château de Kōchi et aménagea une nouvelle ville château. Sous son successeur, Yamauchi Tadayoshi, le développement de nouvelles rizières et de nouvelles industries fut encouragé, et les finances du clan restèrent relativement stables jusqu’au milieu de la période Edo. Le domaine cherchait toujours à augmenter ses revenus ; les dépenses liées à l’obligation de sankin kōtai (résider alternativement une année sur deux dans la capitale shogunale d'Edo) étaient extrêmement élevées en raison de la situation géographique du domaine. Par ailleurs, le domaine était constamment sollicité par le shogunat pour fournir de la main-d’œuvre aux travaux publics.
Cependant, à partir de l’ère Horeki (1751-1764), l’administration du clan fut secouée par des soulèvements et des départs massifs de paysans vers d’autres territoires. Le neuvième daimyō, Yamauchi Toyochika, et le treizième, Yamauchi Toyoteru, tentèrent des réformes basées sur la rigueur financière, mais avec un succès limité. Pendant la période Bakumatsu, le quinzième daimyō, Yamauchi Toyoshige (également connu sous le nom de Yamauchi Yōdō), nomma Yoshida Tōyō pour entreprendre de grandes réformes. Ce dernier fut assassiné par des partisans réactionnaires de Takechi Hanpeita, opposés à la modernisation. Par la suite, Yamauchi Toyoshige prit des mesures contre le parti « Tosa Kinnō-tō » de Takechi et réprima le mouvement Sonnō Jōi dans le domaine. Initialement un fervent partisan du mouvement Kōbu gattai visant à unir le shogunat et la Maison impériale, il conduisit ensuite le domaine à rejoindre l’alliance Satchō et joua un rôle clé en 1867 en conseillant au shōgun Tokugawa Yoshinobu d’exécuter le Taisei Hōkan (le retour du pouvoir politique à l’Empereur). En 1868, le domaine de Tosa fut renommé « domaine de Kōchi », qui, après l’abolition du système han en 1871, devint la préfecture de Kōchi. Le clan Yamauchi fut élevé au rang de marquis dans le système des kazoku par l’Ordre de la pairie de 1884.

## Liste des daimyos
- Clan Yamauchi (tozama ; 202 600 koku)

1. Kazutoyo
2. Tadayoshi
3. Tadatoyo
4. Toyomasa
5. Toyofusa
6. Toyotaka
7. Toyotsune
8. Toyonobu
9. Toyochika
10. Toyokazu
11. Toyo'oki
12. Toyosuke
13. Toyoteru
14. Toyoatsu
15. Toyoshige
16. Toyonori